# مایکل هکتور
مایکل آنتونی جیمز هکتور (انگلیسی: Michael Anthony James Hector؛ زادهٔ ۱۹ ژوئیهٔ ۱۹۹۲) بازیکن فوتبال اهل جامائیکا است که به شکل قرضی از چلسی در پست مدافع برای هال سیتی در چمپیونشیپ بازی می‌کند.
وی همچنین در تیم ملی فوتبال جامائیکا هم بازی کرده‌است.

## زندگی حرفه‌ای
هکتور در ایست هام، لندن متولد شد. وی پیش از پیوستن به تیم جوانان تاروک، فوتبالش را با میلوال آغاز کرد. او توسط ردینگ پس از بازی دوستانه برابر این تیم زیر نظر شد و با گرفتن بورس تحصیلی در آغاز فصل ۱۰–۲۰۰۹ به این باشگاه پیوست.